# Urzędów (Kraśnik)
Pour les articles homonymes, voir Urzędów.
Urzędów (prononciation : [uˈʐɛnduf]) est une ville polonaise de la gmina d'Urzędów dans le powiat de Kraśnik de la voïvodie de Lublin dans l'est de la Pologne.
La ville est le siège administratif (chef-lieu) de la gmina appelée gmina d'Urzędów .
Elle se situe à environ 9 kilomètres au nord-ouest de Kraśnik (siège du powiat) et 42 kilomètres au sud-ouest de Lublin (capitale de la voïvodie).
La ville comptait approximativement une population e 1 069 habitants en 2011.

## Histoire
Urzędów avait le statut de ville de 1405 à 1870. Elle est redevenue ville le 1er janvier 2016,
De 1975 à 1998, la ville est attachée administrativement à l'ancienne Voïvodie de Lublin.

Depuis 1999, elle fait partie de la nouvelle voïvodie de Lublin.